# ペトニツァ
ペトニツァ（セルビア語: Petnjica/Петњица）とは、モンテネグロのオプシュティナである。セルビアと国境を接し、サンジャク地域に位置する。

## 歴史
ペトニツァは2013年5月28日にベラネから分離して成立した。

## 副区分
ペトニツァは7つのコミューン（mjesna zajednica）、28の地区（naselje）に分かれる。
| コミューン（mjesna zajednica） | 地区（naselje）                                                                |
| ------------------------------ | ------------------------------------------------------------------------------ |
| ボル                           | ボル、ポノル、トラナヴィツェ                                                   |
| ペトニツァ                     | ゴドチェルイェ、ヨホヴィツェ、ラガトリ、ラゼ、プルユフ、ペトニツァ、ラドマンス |
| サヴィン・ボル                 | ダスカ・リイェカ、ドブロドレ、クルスツィカ、サヴィン・ボル                     |
| ヤヴォロヴァ                   | ヤヴォロヴァ、ムロヴァク、ポロツェ                                             |
| トルペジ                       | ヨホヴァ・ヴォダ、カリカ、トルペジ                                             |
| ツカンイェ                     | バレ、ハザネ、ルイェスニカ、オラホヴォ、ツカンイェ、ヴルシェヴォ               |
| ヴルビカ                       | ドンヤ・ヴルビカ、ゴルンヤ・ヴルビカ                                           |